# رع شبسس
كان رع شبسس وزيرا للملك جد كارع - إيسيسي من الأسرة الخامسة المصرية في عصر الدولة القديمة ، و قد تم حفظ خطاب موجه إلى رع شبسس منقوشاً في قبره في سقارة. و يبدو بأن هذا الوزير كان واحدا من أكثر المسؤولين المصريين في عصره أهمية، ففي قبره العديد من الألقاب الممنوحة له : فقد كان «المشرف الأول على كتبة الوثائق الملكية» و «المشرف على مخزني الغلال» (ربما المقصود هنا مخزن غلال الوجه البحري ومخزن غلال الوجه القبلي) و «المشرف على جمبع الأعمال الملكية» ، و هذه كلها عناوين مهمة للغاية مما يجعل منه أحد المسؤولين المؤثرين في الديوان الملكي في عصره، ويبدو أنه في المرحلة الأخيرة من حياته أصبح وزيراً، فلم يظهر لقب الوزير إلا في نقشين فقط على جدران مقبرته، فيبدو أن معظم الأعمال في مقبرته كانت قد اكتملت قبل ترقيته ولذلك كان يجب إضافة المنصب الجديد للمقبرة على عجل.

## الدفن
دفن رع شبسس في سقارة، وقد أخذت مقبرته الرقم (LG16) في البعثة الاستكشافية التي قام بها عالم المصريات كارل ليبسيوس والتي وصف فيها المقبرة وغيرها في منتصف القرن الـ19، وتقع المصطبة المدفون فيها إلى الشمال من مجموعة الملك زوسر الجنائزية بين مجموعة من مقابر الأسرة الخامسة، جنبا إلى جنب مع معاصريه بر نب ورع إم كا.
و قد تم تزيين المقبرة بالصور الكلاسيكية كتقديم القرابين، ومجموعة من المشاهد المتعلقة بعبادة جنائزية للوزير، وتم تزيين حجرة الدفن تحت الأرض كذلك بلوحات مختلفة، كان تزيين غرف الدفن بالنقوش أمراً شائعاً في نهاية الأسرة الخامسة وفي الأسرة السادسة ، و قد تكون حجرة دفن الوزير رع شبسس واحدة من أوائل حجرات الدفن التي تم تزيينها.
في سرداب المقبرة تم اكتشاف رأس تمثال خشبي مع نوع من غطاء الرأس الذي أصبح شائعاً جدا في الأسرة السادسة، هذا الرأس هو الآن في متحف إمحوتب بسقارة في مصر.

## هوامش
1. ↑  Wente, Letters from Ancient Egypt. (1990) Vol 24
2. ↑  El-Tayeb 2014, pp. 8-9

## كتب
- Strudwick، Nigel (1985). The administration of Egypt in the Old Kingdom: the highest titles and their holders (PDF). Studies in Egyptology. London, Boston: KPI. ISBN:978-0-71-030107-9. مؤرشف من الأصل (PDF) في 2019-12-27.
- Hany Abdallah El-Tayeb: The burial chamber of Rashepses at Saqqara, in:  Egyptian Archaeology 44 (Spring 2014), 8-9